# Theodoros Kolokotronis
Theodoros Kolokotronis (ur. 3 kwietnia 1770 r. zm. 4 lutego 1843 r.) – grecki generał i jeden z głównych przywódców wojny o niepodległość Grecji w latach 1821-1832, przeciwko Imperium Osmańskiemu.

## Wczesne życie
Theodoros Kolokotronis urodził się na górze Ramavouni w Messeni. Dorastał w wiosce Libovitsi na Peloponezie. Jego rodzina była jednym z najsilniejszych lokalnych rodów, związana ze środowiskiem kleftów.
Jego ojciec walczył z armią Imperium Osmańskiego podczas Powstania Orłowa i zginął w starciu z oddziałami tureckimi. Po jego śmierci opiekę nad nim objął Mitros Petrovas. Od niego nauczył się podstaw walki i zawsze nazywał go swoim wujem.
W 1805 dołączył do floty Imperium Rosyjskiego. Walczył w wojnie rosyjsko-tureckiej w latach 1806-1812. Kiedy Brytyjczycy zdobyli Zakintos walczył pod komendą Richarda Churcha w oddziale złożonym z Greków.

## Grecka wojna o niepodległość
Theodoros Kolokotronis powrócił do ojczyzny w 1821 przed wybuchem wojny. Dzięki swojemu doświadczeniu mógł rozpocząć szkolenie żołnierzy, by położyć podwaliny pod nowoczesną, silną armię grecką, która mogła stawić czoła Imperium Osmańskiemu. Jego pierwszym zadaniem była obrona wioski Valtetsi położonej w okolicy miasta Tripoli.
Zbierał oddziały, które mogły ruszyć z odsieczą Ipsilantisowi. Osmańska armia pod dowództwem Mahmuda Dramali Paszy zdobyła Korynt i zaczęła kierować się do Argos. Mimo bohaterskiego oporu stawianego przez greckich obrońców zamku Larissa, w wyniku przewagi liczebnej Turków zamek upadł i Mahmud Dramala Pasza mógł kontynuować marsz na Argos. Ipsilantis chciał kupić Kolokotronisowi trochę czasu i udało mu się to.
Theodoros Kolokotronis powstrzymał armię osmańską w bitwie o przełęcz Dervenakia, w dniach 6-8 sierpnia 1822. Było to ogromne zwycięstwo, Imperium Osmańskie straciło wielu swoich żołnierzy przy minimalnych greckich stratach.
Sułtan Mahmud II powołał do tłumienia powstania w Grecji władcę Egiptu, podległego Imperium Osmańskiemu, Muhammada Alego.
Świeże siły osmańskie powróciły i zaczęły zdobywać tereny kontrolowane przez powstańców, jednak Theodoros Kolokotronis nie zdecydował się na walne starcie z siłami tureckimi.

## Po wojnie
Po faktycznym odzyskaniu niepodległości przez Grecję dołączył do stronnictwa Ioanisa Kapodistriasa, które zakładało sojusz z Rosją. Po jego śmierci był zwolennikiem kandydatury Ottona Bawarskiego, lecz inni przywódcy m.in. Aleksandros Mawrokordatos postrzegali Kolokotronisa jako zagrożenie i napisali do Monachium oczerniający go list. Theodoros Kolokotronis zaczął jednak sprzeciwiać się rządom Bawarczyka, za co został ze swoimi zwolennikami skazany na karę śmierci w 1834, jednak w 1835 zostali uniewinnieni. Zmarł w 1843 w Atenach.

## Pamięć
Jego imieniem nazwano koszary niedaleko Tripoli.
Pojawił się na banknocie 5000 drachm w latach 1984-2002.